# Raman Kirėnkin
Raman Vasilʹevič Kirėnkin (in bielorusso Раман Васільевіч Кірэнкін?, in russo Роман Васильевич Киренкин?, Roman Vasilʹevič Kirenkin; Volgograd, 2 febbraio 1981) è un ex calciatore bielorusso, di ruolo difensore.

## Carriera

### Club
Ha giocato nella prima divisione bielorussa ed in quella cinese.

### Nazionale
Ha partecipato agli Europei Under-21 del 2004; tra il 2005 ed il 2007 ha invece giocato complessivamente 5 partite con la nazionale maggiore bielorussa.